# 官俊亭
官俊亭（1917年—2003年），男，安徽颍上人，中华人民共和国军事人物，中国人民解放军少将，曾任浙江省军区司令员，南京军区副参谋长。